# Crazy Peoples Right to Speak
Crazy Peoples Right to Speak è il terzo album del gruppo britannico pop rock / new wave dei Kajagoogoo, pubblicato nel 1985, per la EMI, e ristampato, dalla stessa etichetta, nel 2004, in CD rimasterizzato, con 4 bonus tracks.

## Il disco
Il lavoro è in realtà accreditato ai Kaja, versione abbreviata del nome completo, che la band aveva già utilizzato per l'edizione statunitense del secondo album, Islands, uscito negli USA anche con un diverso titolo, Extra Play, ed una tracklisting alternativa, più breve e con 2 remix. Il long playing del 1985 è stato il primo e l'ultimo realizzato dai Kaja come trio (all'epoca della versione USA del secondo LP, infatti, nonostante il nome Kaja, il gruppo - dopo aver già perso il cantante Limahl alla fine della promozione del primo 33 giri - era ancora un quartetto), dopo la defezione (forzata o spontanea, fatto mai chiarito) del batterista Jez Strode, nel 1984.
Il terzo album non ha ottenuto alcun successo di vendite e l'unico singolo estratto, "Shouldn't Do That", non è andato oltre il Numero 63 in Gran Bretagna. Subito dopo l'uscita del 45 giri, i tre membri hanno deciso di sciogliere la band e di proseguire con i propri progetti solisti, ma soltanto il bassista e cantante Nick Beggs ha riscosso qualche successo degno di nota, con un altro trio, Ellis, Beggs & Howard, l'album Homelands, molto apprezzato dalla critica, e soprattutto il primo singolo "Big Bubbles (No Troubles)".
Dopo la decisione di Beggs, Neale e Askew di sciogliere i Kaja, la casa discografica ha smesso di promuovere il disco, bloccando l'uscita, già programmata, del secondo singolo, il brano di apertura "Do I" (che contiene, tra l'altro, il lungo e ambiguo titolo del long playing, traducibile in due modi opposti, uno pro e uno contro la destra politica a cui fa riferimento il termine right). Dopo la prima momentanea riunione del quintetto originario, nel 2003-2004, per la trasmissione Bands Reunited, andata in onda sull'emittente americana VH1, la EMI ha ripubblicato l'intero vecchio catalogo dei Kajagoogoo/Kaja, in compact disc rimasterizzati, compreso il terzo album, con l'aggiunta di 4 bonus tracks, costituite da 2 remix alternativi dell'unico singolo e da 2 lati B in origine inediti, inseriti su un'edizione speciale doppia dello stesso singolo.

## Tracce
Testi di Nick Beggs. Musiche di Steve Askew/Nick Beggs/Stuart Croxford Neale.

### LP/MC originali del 1985
1. "Do I" – 3:27
2. "Shouldn't Do That" – 3:16
3. "Your Appetite" – 4:21
4. "Rivers" – 4:34
5. "Sit Down and Shut Up" – 3:51
6. "Afraid of You" – 3:49
7. "Jigsaw" – 3:49
8. "Fear of Falling" – 3:13
9. "Charm of a Gun" – 4:28
10. "You Really Take My Breath Away" – 4:53

### Bonus tracks sulla ristampa rimasterizzata in CD del 2004
11. "Shouldn't do That (Disciplined)" – 6:58

12. "Shouldn't do That (Undisciplined)" – 5:57

13. "Hurricane" – 3:55

14. "Whatever You Want" – 3:42

## Singoli estratti dall'album
- "Shouldn't Do That"/"Charm of a Gun" (versione singolo) (UK numero 63)
- "Shouldn't Do That"/"Charm of a Gun"/"Hurricane"/"Whatever You Want" (versione doppio singolo)

## Credits
- Nick Beggs - basso, voce, percussioni
- Steve Askew - chitarra, cori
- Stuart Croxford Neale - sintetizzatore, cori, programmazione, batteria elettronica
- Dave Mattacks - batteria
- Louis Jardim - percussioni
- Michael Thompson - chitarra
- Annie McCaig - cori
- Lezlee Cowling - cori